# ولوو پی‌وی ۶۰
ولوو پی‌وی ۶۰ (Volvo PV ۶۰) خودرویی است که در سال‌های ۱۹۴۶ تا ۱۹۵۰ توسط شرکت ولوو تولید شده‌است. طراحی آن خودروهای موتور جلو-محور عقب بوده طول آن در حالت طبیعی ۴٬۷۲۵ میلیمتر (۱۸۶٫۰ اینچ) و عرض آن در حالت طبیعی ۱٬۷۷۸ میلیمتر (۷۰٫۰ اینچ) و وزن آن در حالت طبیعی ۱٬۶۳۰ کیلوگرم (۳٬۵۹۳٫۵ پوند) است.
موتور آن ۳۶۷۰ سی‌سی سیستم جعبه‌دندهٔ آن ۳ دنده به صورت دستی است.